# Tipra latipes
Tipra latipes là một loài bướm đêm trong họ Erebidae.